# Wiped Out
Wiped Out är den brittiska heavy metal-gruppen Ravens andra album, släppt 1982.

## Låtlista
Alla låtar skrivna av Gallagher och Hunter.
1. "Faster Than the Speed of Light"  – 4:22
2. "Bring the Hammer Down"  – 4:19
3. "FirePower"  – 3:08
4. "Read All About It"  – 3:01
5. "To The Limit - To The Top"  – 7:54
6. "Battle Zone"  – 3:34
7. "Live at the Inferno"  – 3:54
8. "Star War"  – 5:35
9. "UXB"  – 3:25
10. "20/21"  – 1:36
11. "Hold Back the Fire"  – 5:40
12. "Chainsaw"  – 5:17
Bonusspår på den remastrerade CD-utgåvan
13. "Crash Bang Wallop" - 3:05
14. "Run Them Down" - 3:01
15. "Rock Hard" - 3:07